# Jerzy Michałowski
Jerzy Michałowski (* 1909; † 1993) war ein polnischer Diplomat, Schriftsteller und Übersetzer.

## Leben
Nach dem Zweiten Weltkrieg übernahm Michałowski zahlreicher wichtige diplomatische Ämter während der Zeit der Volksrepublik Polen und wurde zunächst 1946 Nachfolger von Henryk Leon Strasburger als Botschafter in Großbritannien. 1953 folgte ihm Eugeniusz Milnikiel auf diesem Posten. Zwischen Verwendungen im Außenministerium war er von 1956 bis 1960 Nachfolger von Henryk Bierecki als Ständiger Vertreter Polens bei den Vereinten Nationen in New York City.
Im Anschluss wurde er von Bohdan Lewandowski abgelöst und war selbst zwischen 1960 und 1967 Generaldirektor des Außenministeriums und während dieser Zeit auch 1962 Vorsitzender des Wirtschafts- und Sozialrates der Vereinten Nationen (ECOSOC), der neben seinen Aufgaben innerhalb der Organisation der Vereinten Nationen insbesondere die Tätigkeiten der 19 Sonderorganisationen der Vereinten Nationen koordiniert. Zuletzt erfolgte 1967 seine Berufung zum Botschafter in den USA, wo er Nachfolger von Edward Drozniak wurde. 1972 folgte ihm Witold Trampczynski in diesem Amt.
Nach seinem Ausscheiden aus dem diplomatischen Dienst widmete sich Michałowski unter dem Pseudonym Stefan Wilkosz seiner Arbeit als Übersetzer und übersetzte unter anderem Jeffrey Archers Thriller Shall We Tell the President? („Czy powiemy prezydentowi?“), Frederick Forsyths Die Hunde des Krieges („Psy wojny“), Der Schakal („Dzień Szakala“) sowie James Gradys Die sechs Tages des Kondors („Sześć dni Kondora“) in die polnische Sprache.
Von ihm selbst erschienen darüber hinaus die Bücher Co, jak, dlaczego na świecie (1975) und Wszystko o Afryce (1982).
Seine Ehefrau Mira Michałowska war ebenfalls eine bekannte polnische Journalistin, Schriftstellerin und Übersetzerin amerikanischer Literatur.